# Sejo di Joseon
Sejo (세조?, 世祖?; nato Yi Yu (이유?, 李瑈?); 2 novembre 1417 – Seul, 23 settembre 1468) è stato il settimo re di Joseon dal 1455 al 1468.
Contribuì al consolidamento della monarchia del primo periodo Joseon grazie a una serie di iniziative, ma, poiché salì al potere usurpando il trono di suo nipote Danjong, fu oggetto di continue critiche durante le generazioni successive.

## Biografia

### Primi anni
Nacque nel 1417 con nome proprio Yi Yu, secondogenito di Sejong il Grande e della regina consorte Soheon. Ebbe diversi nomi di cortesia nel corso della sua vita: gran principe Jinpyeong, gran principe Hampyeong, gran principe Jinyang e, dal 1428, gran principe Suyang. Quest'ultimo è quello maggiormente utilizzato nei registri storici prima della sua ascesa al trono. Al contrario del fratello maggiore Hyang (re Munjong) e del fratello minore Yong (il gran principe Anpyeong), che erano dediti alla scrittura e alla calligrafia, Suyang era schietto e avido, arrogante e condiscendente. Particolarmente versato in equitazione e tiro con l'arco, gli piaceva cacciare con il falcone: a 13 anni, durante una battuta di caccia, mandò sette frecce a segno nel collo di un cervo. Sejong era orgoglioso delle sue abilità, ma anche preoccupato che la sua ambizione potesse minare la stabilità dello Stato.
Nel 1428 sposò la figlia del secondo consigliere di Stato, la futura regina Jeonghui.
Durante i suoi anni da principe, Suyang dimostrò di avere una profonda conoscenza di diverse materie quali musica e linguistica, aiutando il padre nella traduzione e nella pubblicazione di libri buddhisti, e nell'organizzazione di spartiti. Nel 1447 stilò il Seokbosangjeol (Vita e sermoni di Buddha estratti dalle scritture buddhiste) in prosa, sia per pregare per la propria madre defunta che per indottrinare il popolo: fu il primo testo buddhista scritto in hangul.

### Regno
Quando Munjong morì improvvisamente nel 1452, Suyang organizzò un colpo di Stato contro il proprio nipote Danjong: il 10 ottobre 1453 prese il potere, e l'11 giugno 1455 (secondo il calendario lunare) costrinse il re ragazzo, che in seguito avrebbe esiliato e fatto giustiziare, ad abdicare in suo favore. Durante i primi anni del suo regno, furono molti i tentativi per riportare Danjong al potere, e il nuovo sovrano – il cui nome templare sarebbe stato Sejo – li represse nel sangue, decisione di cui, anni dopo, si pentì. Coloro che si opposero a lui, per la maggior parte appartenenti alla fazione Sarim, sono ricordati in epoca moderna come Sayuk-sin (i Sei Lealisti Morti, che vennero giustiziati dopo aver cercato di deporlo) e Saengyuk-sin (i Sei Lealisti Vivi, che si ritirarono completamente dalla vita politica attiva per protesta). Sejo fece anche arrestare, esiliare e giustiziare suo fratello Anpyeong.
Nel 1457 gli fu proposta la realizzazione di un codice di leggi, che venne avviata l'anno successivo: l'opera, nota come Gyeongguk daejeon, venne completata sotto il regno di Yejong, suo figlio. Riformò l'organizzazione statale di contee e prefetture e promosse l'agricoltura facendo pubblicare diversi libri al riguardo. Istituì inoltre un corpo di ispettori che venivano inviati in incognito nelle province per supervisionare l'operato di governatori e magistrati. Aspirando a rafforzare la propria influenza, si circondò di un maggior numero di guardie del corpo, gestì di persona le principali questioni amministrative e accentrò il potere politico nelle mani del re. Primo sovrano della dinastia Joseon a sostenere apertamente il buddhismo, fece costruire in centro Seul la pagoda di Wongaksa, e istituì un ufficio per la pubblicazione delle scritture buddhiste.
Sejo credeva che gli interessi nazionali del Joseon fossero più importanti di quelli della Cina Ming, perciò non ritenne necessario servire l'impero con zelo: si autoproclamò re senza attendere che la corte cinese riconoscesse la sua legittimità, dopodiché adottò una politica di distacco, stabilendo che il Joseon inviasse meno tributi a Ming e che il popolo parlasse il coreano anziché il cinese. Agli Stati meno civilizzati, che riteneva barbari, impose invece il vassallaggio, dichiarando nel 1458 che Giappone e Jurchen erano suoi sudditi e che avrebbe tenuto in conto i loro interessi se l'avessero servito con sincerità. In seguito conferì titoli e fece regali ai capi tribali Jurchen per stabilire rapporti amichevoli con loro a beneficio del Joseon, un'iniziativa che, insieme ad altre che violavano le istruzioni di Ming, suscitò la disapprovazione dell'imperatore Tianshun. Sejo mobilitò comunque diecimila soldati per partecipare alla campagna dell'imperatore Chenghua contro gli Jurchen quando questi ultimi iniziarono a razziare i territori confinanti con il Joseon, anche se ordinò ai comandanti di non mescolarsi con la milizia cinese e di attaccare solo una volta che l'esercito Ming avesse già colpito.
Nel 1463 scrisse un trattato di medicina in cui espresse le sue opinioni sulla medicina tradizionale.

### Morte

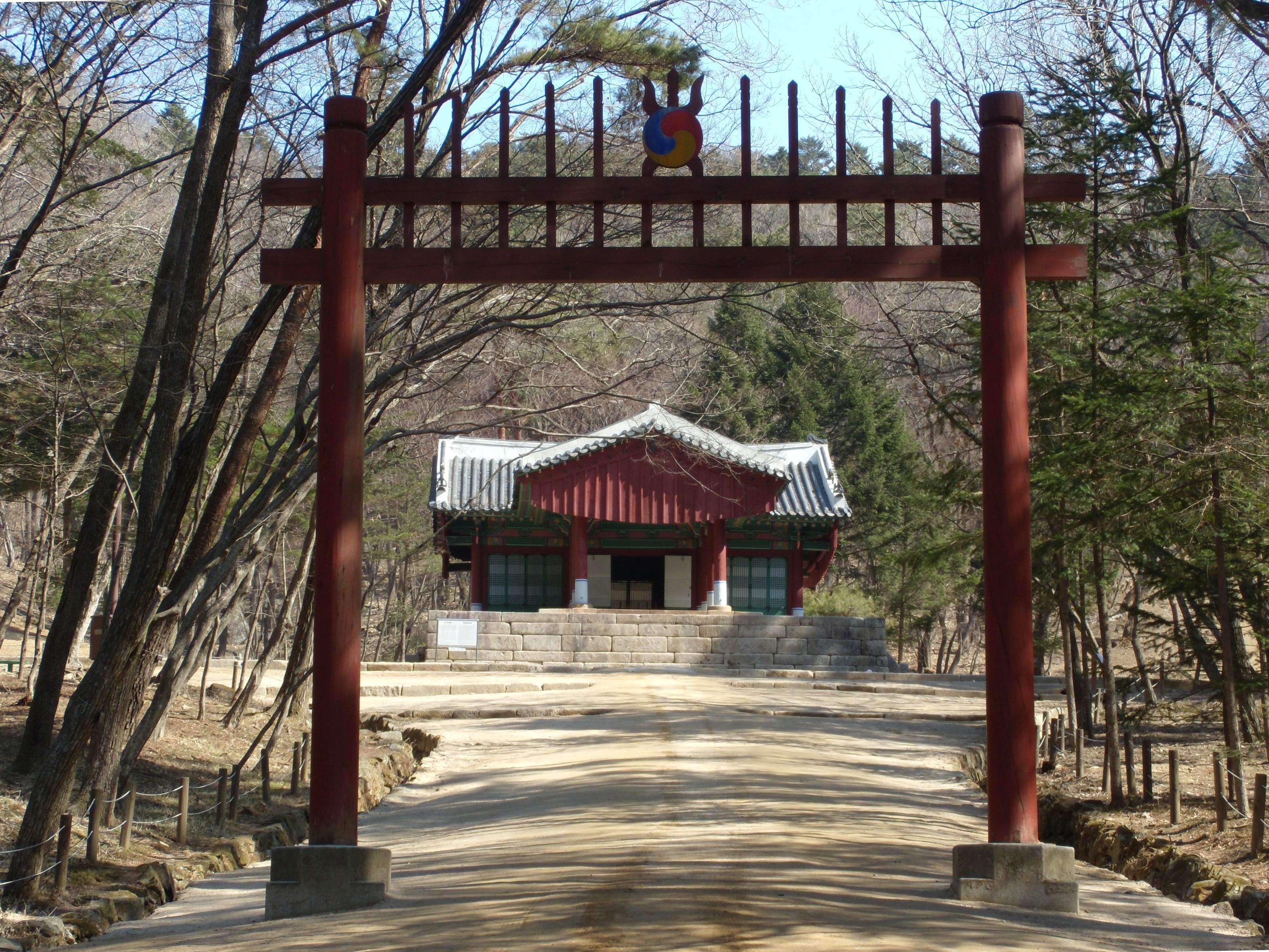
Tomba di Sejo.

Negli ultimi anni del suo regno, Sejo sviluppò delle malattie croniche, per cui venne aiutato nella gestione delle questioni politiche dalla moglie. Nel settembre 1468, quando le sue condizioni divennero critiche, abdicò a favore del principe ereditario: spirò due giorni dopo nelle sue stanze al Suganggung, e venne sepolto nella tomba reale Gwangneung a Namyangju.

## Ascendenza
|                  |        |                     | Genitori              |  |  | Nonni             |  |  | Bisnonni        |  |
|                  |        |                     |                       |  |  | Taejong di Joseon |  |  | Taejo di Joseon |  |
|                  |        |                     |                       |  |  | Taejong di Joseon |  |  | Taejo di Joseon |  |
|                  |        | Shinui di Joseon    |                       |  |  | Taejong di Joseon |  |  |                 |  |
| Sejong il Grande |        |                     |                       |  |  | Taejong di Joseon |  |  |                 |  |
|                  |        | Wongyeong di Joseon | Min Je                |  |  |                   |  |  |                 |  |
|                  |        | Wongyeong di Joseon | Min Je                |  |  |                   |  |  |                 |  |
|                  |        | Wongyeong di Joseon | Samhangukdaebuin Song |  |  |                   |  |  |                 |  |
| Sejo di Joseon   |        | Wongyeong di Joseon |                       |  |  |                   |  |  |                 |  |
|                  | Sim On | Sim Deokbu          |                       |  |  |                   |  |  |                 |  |
|                  | Sim On | Sim Deokbu          |                       |  |  |                   |  |  |                 |  |
|                  | Sim On | Signora Mun         |                       |  |  |                   |  |  |                 |  |
| Soheon di Joseon | Sim On |                     |                       |  |  |                   |  |  |                 |  |
|                  |        | Samhangukdaebuin An | An Cheon-bo           |  |  |                   |  |  |                 |  |
|                  |        | Samhangukdaebuin An | An Cheon-bo           |  |  |                   |  |  |                 |  |
|                  |        | Samhangukdaebuin An | Signora Kim           |  |  |                   |  |  |                 |  |
|                  |        | Samhangukdaebuin An |                       |  |  |                   |  |  |                 |  |

## Discendenza
Consorti e rispettiva prole:
1. Regina Jeonghui di Joseon
  1. Yi Jang, principe ereditario Uigyeong (1438–1457)
  2. Principessa Uisuk (1441–1477)
  3. Figlia dal nome ignoto
  4. Yi Hwang, gran principe Haeyang (1450–1469)
2. Geunbin Park del bon-gwan Park di Seonsan
  1. Yi Seon, principe Deokwon (1449–1498)
  2. Yi Seong, principe Changwon (1458–1484)
3. Soyong deposta Park, nome proprio Deok-jong
  1. Yi Aji (1459–1563)